# A Natural Arrangement of British Plants
A Natural Arrangement of British Plants (abreviado Nat. Arr. Brit. Pl.) es un libro con ilustraciones y descripciones botánicas que fue escrito por el naturalista, botánico y farmacéutico británico Samuel Frederick Gray. Fue publicado en dos volúmenes en el año 1821 .